# Sabrata wa-Surman
Sabrata wa-Surman (arab. صبراتة وصرمان, Şabrātah wa-Şurmān) – gmina w Libii ze stolicą w Sabrata. 
Liczba mieszkańców – 124 tys.
Kod gminy – LY-SS (ISO 3166-2).
Sabrata wa-Surman graniczy z gminami:
- Az-Zawija – wschód
- Al-Dżifara – południowy wschód
- Jafran wa-Dżadu – południe
- An-Nukat al-Chams – zachód